# Episodi di Waking the Dead (seconda stagione)
La seconda stagione della serie televisiva Waking the Dead è stata trasmessa nel Regno Unito nel 2002.
In Italia è andata in onda dal 30 aprile 2007 al 21 maggio 2007 su Hallmark Channel e in chiaro su Giallo dal 12 marzo al 2 aprile 2013.
| Nº | Titolo originale             | Titolo italiano                | Prima TV UK       | Prima TV Italia |
| -- | ---------------------------- | ------------------------------ | ----------------- | --------------- |
| 1  | Life Sentence, Part 1        | Life Sentence - parte 1        | 2 settembre 2002  | 30 aprile 2007  |
| 2  | Life Sentence, Part 2        | Life Sentence - parte 2        | 3 settembre 2002  | 30 aprile 2007  |
| 3  | Deathwatch, Part 1           | Deathwatch - parte 1           | 9 settembre 2002  | 7 maggio 2007   |
| 4  | Deathwatch, Part 2           | Deathwatch - parte 2           | 10 settembre 2002 | 7 maggio 2007   |
| 5  | Special Relationship, Part 1 | Special Relationship - parte 1 | 16 settembre 2002 | 14 maggio 2007  |
| 6  | Special Relationship, Part 2 | Special Relationship - parte 2 | 17 settembre 2002 | 14 maggio 2007  |
| 7  | Thin Air, Part 1             | Thin Air - parte 1             | 3 novembre 2002   | 21 maggio 2007  |
| 8  | Thin Air, Part 2             | Thin Air - parte 2             | 4 novembre 2002   | 21 maggio 2007  |